# Pigmeo

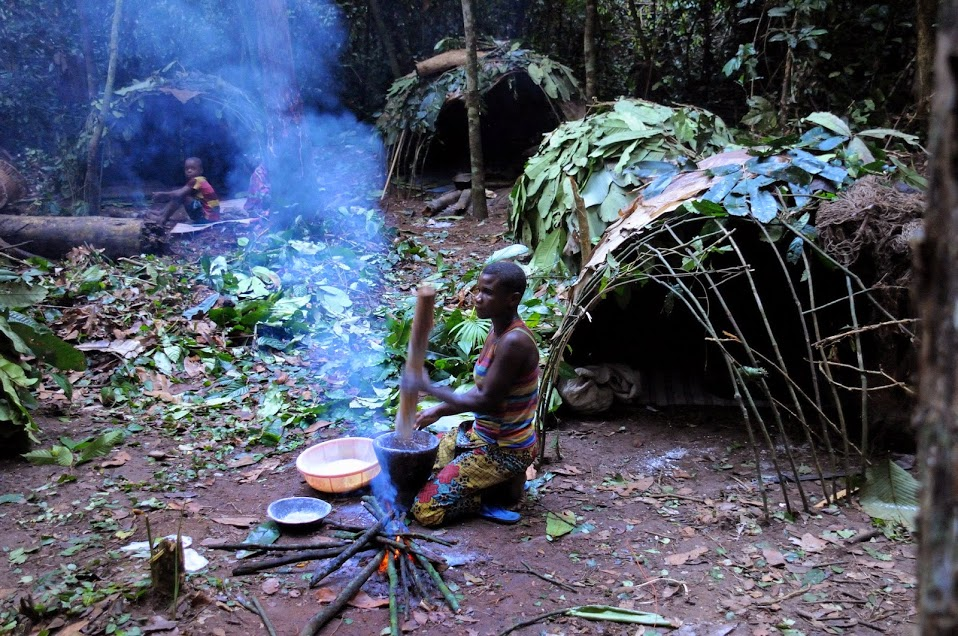
Aka en la cuenca del Congo en 2014.

En antropología, los pueblos pigmeos son grupos étnicos cuya estatura promedio es inusualmente baja. El término pigmeo se utiliza para describir el fenotipo de baja estatura endémica (a diferencia del enanismo desproporcionado que se presenta en casos aislados en una población) en poblaciones donde los hombres adultos miden, en promedio, menos de 150 cm.
Aunque el término a veces se considera despectivo por centrarse en un rasgo físico, sigue siendo el término principal asociado con los pigmeos africanos, los cazadores-recolectores de la cuenca del Congo (que comprende a los bambenga, bambuti y batwa). Los términos pigmeos asiáticos y pigmeos oceánicos han sido utilizados para definir a ciertas poblaciones, como los Taron de Myanmar.

## Etimología
En la mitología griega y la historia natural clásica, la palabra designaba a una tribu de personas diminutas, descrita por primera vez por el antiguo poeta griego Homero, y que se decía que vivían al sur de la actual Etiopía o en la India.[8] Por ejemplo, Aristóteles los describió así en su Historia de los animales (al hablar de las grullas que migran al sur de Egipto): una raza de hombres enanos, y los caballos son pequeños en proporción, y los hombres viven en cuevas subterráneas.
Muchos pigmeos africanos prefieren ser identificados por su etnia, como los aka (mbenga), los baka, los mbuti y los twa.
El término bayaka, plural de aka/yaka, se utiliza a veces en la República Centroafricana para referirse a todos los pigmeos locales. Asimismo, la palabra kongo bambenga se utiliza en el Congo. En otras partes de África, se les llama wochúa o achua. En el África francófona, a veces se los llama adjetivadamente autochthon (autochtone), que significa autóctono. 

## Grupos

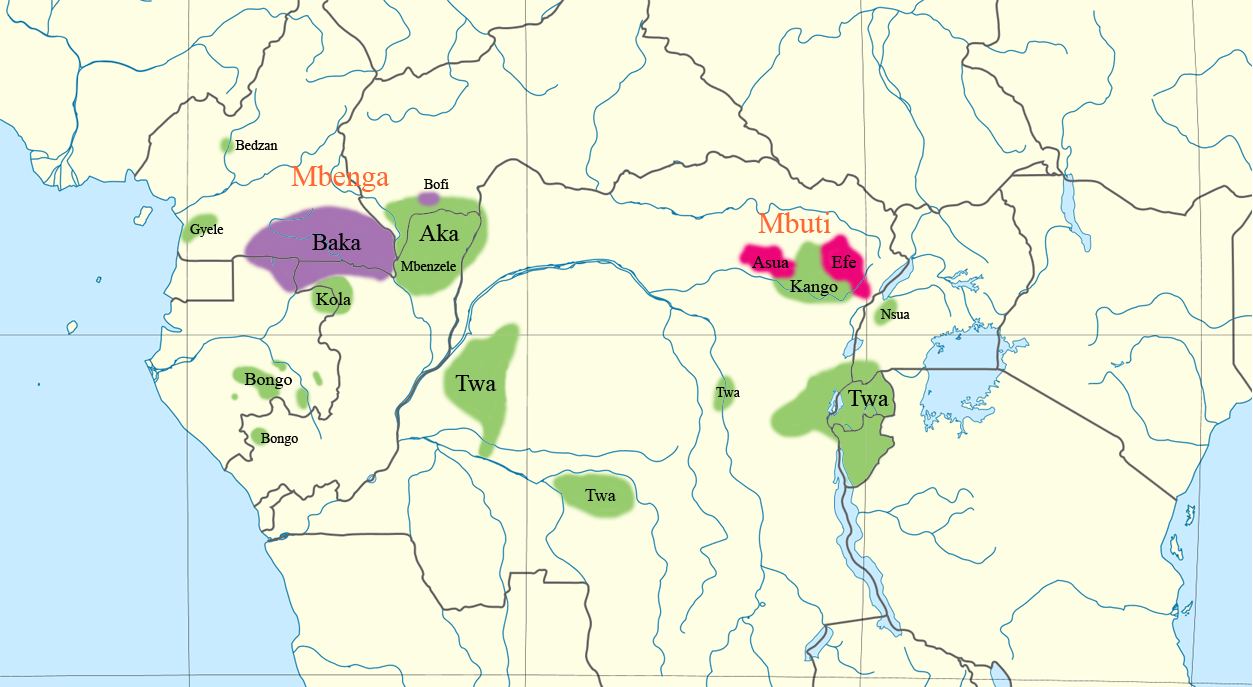
Ubicación de los pigmeos en África.

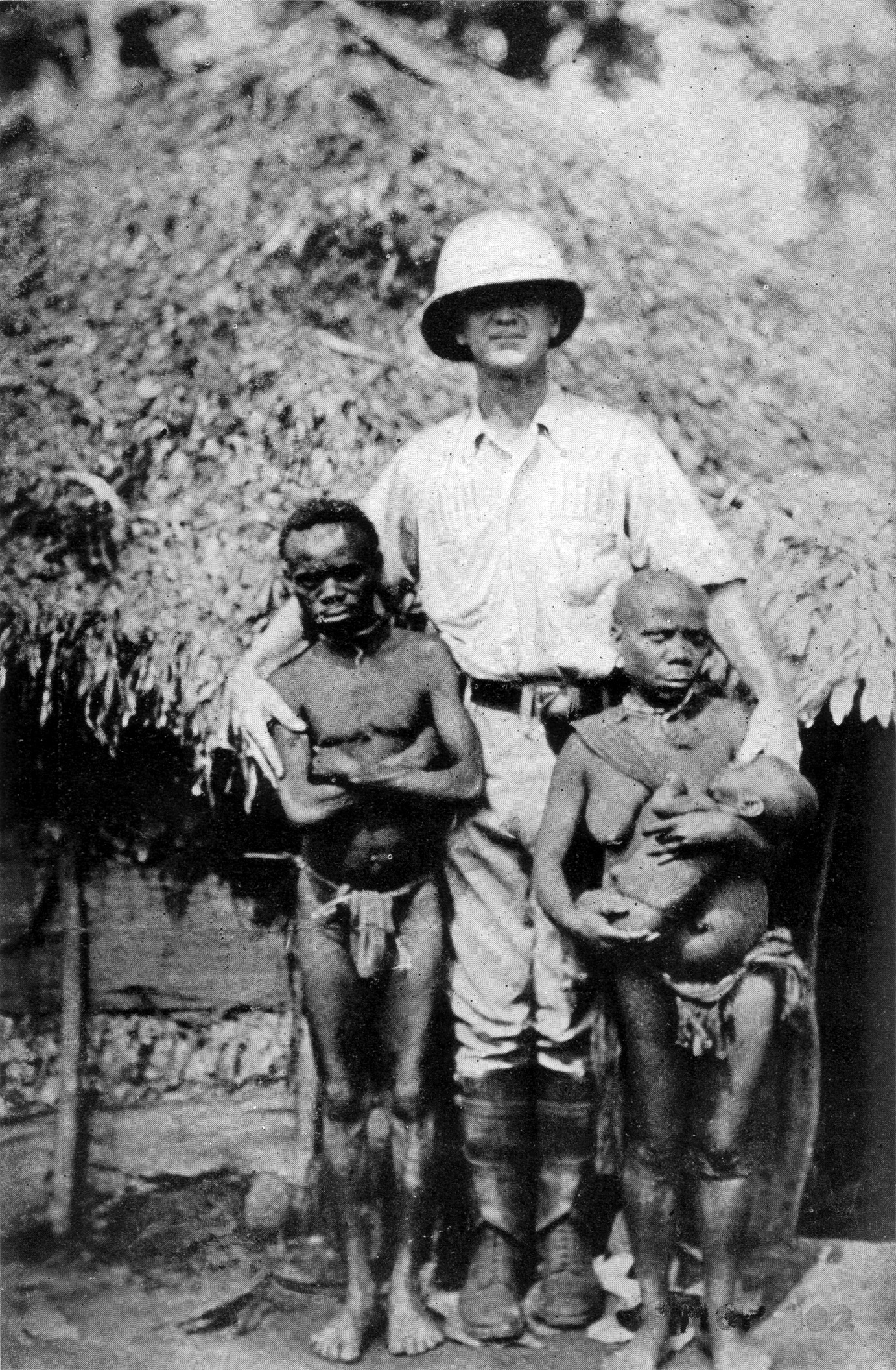
Pigmeos africanos junto a un explorador europeo.

### África
Los pigmeos africanos viven en varios grupos étnicos en Ruanda, Burundi, Uganda, la República Democrática del Congo, la República del Congo, la República Centroafricana, Camerún, Guinea Ecuatorial, Gabón, Angola, Botsuana, Namibia, Madagascar y Zambia. Existen al menos una docena de grupos pigmeos, a veces sin parentesco entre sí. Los más conocidos son los mbenga (aka y baka) de la cuenca occidental del río Congo, que hablan lenguas bantú y ubangiana; los mbuti  de la selva tropical de Ituri, que hablan lenguas bantú y sudanesas centrales, y los twa de los Grandes Lagos de África, que hablan bantú, rundi y kiga. La mayoría de las comunidades pigmeas son en parte cazadoras-recolectoras, y viven parcialmente, pero no exclusivamente, de los productos silvestres de su entorno. Comercian con agricultores vecinos para adquirir alimentos cultivados y otros bienes materiales; ningún grupo vive en las profundidades de la selva sin acceso a productos agrícolas.[10] Se estima que hay entre 250.000 y 600.000 pigmeos viviendo en la selva tropical del Congo. It is estimated that there are between 250,000 and 600,000 Pygmies living in the Congo rainforest.

### Otros grupos
Si bien antropológicamente se usa el término pigmeo para referirse únicamente a los nativos cazadores-recolectores del África Central, el uso popular extiende ocasionalmente su significado a otras poblaciones de aspecto físico semejante por su baja estatura y piel oscura. Sin embargo no hay entre ellos mayor relación cultural, geográfica, lingüística ni cercanía genética. Estos pueblos serían:
- Algunos pueblos khoisán del Kalahari.
- Negritos: Varios grupos del Sureste asiático.-
  - Aeta de las Filipinas.
  - Semang de la Península Malaya.
  - Jarawa y otros nativos de las Islas Andamán, que hablan su propio idioma aislado.
- Algunas etnias papúes de las montañas de Papúa Nueva Guinea.
- Barrineanos: Aborígenes australianos del Norte.
- Rampasasa de la isla Flores, en Indonesia.
- T'rung: Tribu tibeto-birmana del este del Tíbet de raza oriental.
- Maraká: Indígenas de la cordillera del Perijá en Colombia.[8]

## Música
Los pigmeos africanos son particularmente conocidos por su música vocal, habitualmente caracterizada por una improvisación comunal de denso contrapunto, polifonía y uso del yodel. Simha Arom dice que el nivel de complejidad polifónica de la música de los pigmeos fue alcanzada en Europa en el siglo XIV, aunque la cultura pigmea es no escrita y antigua, siendo algunos grupos pigmeos las primeras culturas conocidas en algunas zonas de África. La música penetra la vida diaria y hay canciones para el entretenimiento así como para eventos y actividades específicos.
Formalmente, la música consiste en, como mucho, sólo cuatro partes y puede ser descrita como un «ostinato» con variaciones o similar a un passacaglia, en que es cíclica. De hecho, está basada en repetición de periodos de igual longitud, que cada cantor divide usando diferentes figuras rítmicas específicas de diferentes repertorios y canciones. Este interesante caso de etnomusicología y etnomatemáticas crea una superficie detallada de variaciones sin fin de no sólo el mismo periodo repetido, sino de la misma pieza de música. Como en algunos gamelan balineses, estos patrones están basados en un superpatrón que nunca es oído. Los pigmeos mismos no aprenden su música o piensan en ella en este marco teórico, sino que la aprenden al crecer.

### Yodel y polifonía
Hay una relación directa entre el uso de polifonía y de yodel, con la asociación con otros pueblos africanos no pigmeos granjeros y agricultores; por lo que los pigmeos pueden clasificarse artísticamente en dos grupos:
- Pigmeos del Norte: Usan yodel, polifonía y su asociación con agricultores y granjeros ha sido reciente. Como por ejemplo: Baka, aka, asua, sua y efé.
- Pigmeos del Sur: No usan yodel, ni polifonía y su asociación con agricultores y granjeros ha sido larga y estable. Como por ejemplo: Twa, chua, bongo, koya, kola y medzan.

## Alegaciones de genocidio
En 2003, Sinafasi Makelo, un representante de los pigmeos mbuti, contó al Foro de Pueblos Indígenas de la ONU que durante la guerra civil en el Congo su pueblo había sido cazado y comido como si hubieran sido animales salvajes. En la provincia vecina de Kivu del Norte se dieron casos de canibalismo cometido por un grupo conocido como “Les effaceurs” (“los borradores”), que querían eliminar a toda la gente para abrir el territorio a la explotación minera. Ambos bandos en la guerra los consideraban “subhumanos” y algunos decían que su carne podía conferir poderes mágicos. Makelo pidió al Consejo de Seguridad de la ONU que reconociera el canibalismo como un crimen contra la humanidad y como un acto de genocidio. Según el Grupo Internacional de Derechos de Minorías hay pruebas extensas de matanzas masivas, canibalismo y violencia contra las mujeres pigmeas, y esta organización ha instado con insistencia a la Corte Penal Internacional a investigar una campaña de exterminación contra los pigmeos. Aunque han sido atacados prácticamente por todos los grupos armados, mucha de la violencia contra los pigmeos está atribuida al rebelde Movimiento para la Liberación del Congo, que es parte del gobierno de transición y que todavía controla muchas partes del norte, y sus aliados.

## Esclavitud
En la República del Congo, donde los pigmeos representan un 10 % de la población, muchos viven como esclavos de dueños bantúes. La nación está profundamente estratificada entre estos grupos étnicos, los mayores del país. Aunque los pigmeos son los principales responsables de la caza, pesca y del trabajo manual en las comunidades de la selva, tanto pigmeos como bantúes dicen que se les paga según el antojo del maestro: con cigarrillos, ropa usada o incluso nada. Como resultado de la presión de UNICEF y activistas de derechos humanos, una ley que garantice una protección especial a los pigmeos está ahora esperando el voto del parlamento de aquel país.

## Discriminación sistemática
Raj James Sheshardi, de la Universidad Americana, realizó un estudio sobre los pigmeos de África y concluyó que la deforestación había afectado gravemente a su vida cotidiana. Hoy en día la cultura pigmea está amenazada por las fuerzas del cambio político y económico. Recientemente esto se ha hecho visible en el conflicto abierto por los recursos de la selva tropical, una batalla que los pigmeos están perdiendo.
Históricamente los pigmeos siempre han sido considerados inferiores por las autoridades coloniales y los pueblos bantúes que viven en las ciudades. Esto ha producido una discriminación atroz. Un ejemplo temprano se produjo cuando las autoridades coloniales belgas capturaron a niños pigmeos y los enviaron a parques zoológicos de toda Europa, e incluso a la exposición internacional de Estados Unidos en 1904. Muchas veces los pigmeos son expulsados y hacen los trabajos peor pagados. Muchos estados africanos no consideran a los pigmeos como ciudadanos y les niegan carnés de identidad, títulos de propiedad, asistencia sanitaria y educación adecuada. La política de los gobiernos y las corporaciones multinacionales involucradas en la deforestación masiva han agravado este problema, porque han expulsado a los pigmeos de su tierra ancestral y muchas veces los han trasladado a pueblos y ciudades donde muchas veces son marginalizados, empobrecidos y brutalizados. Allí trabajan en empleos ocasionales o en granjas comerciales. Una de las consecuencias más dramáticas de esta migración a las ciudades ha sido el incremento de la tasa de VIH/SIDA entre los pigmeos. Estudios realizados en Camerún y la República Democrática del Congo durante los años 1980 y 1990 mostraron una preponderancia más baja de HIV/SIDA entre poblaciones pigmeas que entre poblaciones vecinas, pero últimamente ha aumentado. Un estudio averiguó que la preponderancia de HIV entre los pigmeos baka en el este de Camerún ha aumentado de un 0,7 % en 1993 a un 4 % en 2003.
La explotación sexual de mujeres indígenas se ha convertido en un hecho común. La tala ha reforzado el sexo comercial, porque muchas veces viven grupos grandes de trabajadores en campamentos cerca de comunidades pigmeas. Hay una creencia bastante común en esta parte de África que dice que tener sexo con una mujer pigmea tiene el poder de limpiar al hombre de VIH/SIDA. Este mito expone a estas mujeres a un gran riesgo.
A pesar de estos riesgos, en general las poblaciones pigmeas tienen poco acceso a servicios sanitarios e información sobre el VIH/SIDA. Según fPcN-Global.org, en 2006 la revista médica británica The Lancet publicó un estudio que mostró que los twa tenían sistemáticamente menos acceso a la asistencia sanitaria que comunidades vecinas. Según este informe, incluso donde existen instalaciones sanitarias, muchos no acuden a ellas, porque no pueden pagar las consultas y medicinas, no tienen los documentos o carnés de identidad que necesitan para viajar o para obtener tratamiento en un hospital o son sometidos a un tratamiento humillante y discriminatorio.
Hoy en día viven todavía unos 500 000 pigmeos en la selva tropical de África Central. Esta población está disminuyendo rápidamente, porque la pobreza, el matrimonio con los bantúes, la occidentalización y la deforestación destruyen su forma de vida, cultura e identidad étnica.